# 彰化縣立埔心國民中學
彰化縣立埔心國民中學（英語：Changhua County Pu-Sin Junior High School），簡稱埔心國中，是彰化縣埔心鄉的一間縣立國民中學。

## 沿革
1962年，彰化縣政府指派黃大山為籌備主任，於埔心地方創校溪湖初中埔心分部。1964年更名為彰化縣立埔心初級中學。1968年，因應實施九年國民義務教育，更名為彰化縣立埔心國民中學。2018年成立彰化縣埔心自造教育及科技中心。

## 歷任校長
| 任別   | 姓名   | 任期時間  |
| ------ | ------ | --------- |
| 第一任 | 黃大山 | 1962~1972 |
| 第二任 | 陳永英 | 1972~1974 |
| 第三任 | 張子正 | 1974~1987 |
| 第四任 | 柳風儒 | 1987~1996 |
| 第五任 | 陳清發 | 1996~2001 |
| 第六任 | 劉釗鑾 | 2001~2005 |
| 第七任 | 李惠隆 | 2005~2009 |
| 第八任 | 陳文成 | 2009~2011 |
| 第九任 | 王甘草 | 2011~2019 |
| 第十任 | 黃森明 | 2019~     |

## 知名校友
- 魏明谷：前任彰化縣縣長。

## 外部連結
- 彰化縣埔心自造教育及科技中心